# Mistrzostwa Europy w Baseballu 1956
Mistrzostwa Europy w Baseballu 1956 – trzecie mistrzostwa Europy w baseballu, oficjalny międzynarodowy turniej baseballu o randze mistrzostw kontynentu organizowany przez CEB, który miał na celu wyłonienie najlepszej męskiej reprezentacji narodowej w Europie. Impreza odbyła się we Włoszech w 1956 roku. Tytułu mistrzowskiego nie obronili Hiszpanie – nowymi mistrzami zostali Holendrzy.
Mistrzostwa rozegrano od 10 do 15 lipca 1956 roku w Rzymie. W turnieju wystąpiło pięć reprezentacji. Zwycięstwo odnieśli Holendrzy (miotacz Han Urbanus) przed Belgami i Włochami (grał tam miotacz Giulio Glorioso).
Francja wycofała się z turnieju, gdyż wielu tamtejszych baseballistów służyło w wojsku w Afryce Północnej.

## Wyniki spotkań
|  | Belgia | 10:2 | RFN |  |
|  |        |      |     |  |

|  | Holandia | 13:2 | Włochy |  |
|  |          |      |        |  |

|  | Belgia | 14:3 | Hiszpania |  |
|  |        |      |           |  |

|  | Włochy | 7:3 | RFN |  |
|  |        |     |     |  |

|  | Holandia | 1:0 | Belgia |  |
|  |          |     |        |  |

|  | Hiszpania | 5:4 | RFN |  |
|  |           |     |     |  |

|  | Holandia | 6:4 | Hiszpania |  |
|  |          |     |           |  |

|  | Belgia | 3:2 (w dogrywce) | Włochy |  |
|  |        |                  |        |  |

|  | Holandia | 3:2 | RFN |  |
|  |          |     |     |  |

|  | Włochy | 7:5 | Hiszpania |  |
|  |        |     |           |  |

## Klasyfikacja końcowa
| Miejsce | Reprezentacja |
| ------- | ------------- |
| złoto   | Holandia      |
| srebro  | Belgia        |
| brąz    | Włochy        |
| 4       | Hiszpania     |
| 5       | RFN           |